# Charles de Bourdigné
Charles de Bourdigné est un poète français du XVIe siècle, né à Angers et auteur de contes facétieux réunis sous le titre La légende de maître Pierre Faifeu. Ce texte, publié en 1532, ne subsiste qu'en un seul exemplaire, aujourd'hui conservé à la réserve des livres rares de la BnF.
Écrit en vers décasyllabes, il se compose de différents textes liminaires et de 49 contes qui mettent en scène le personnage de Pierre Faifeu, écolier débauché dont les tours et malices rappellent ceux de Till l'Espiègle dont les premières traductions françaises sont exactement contemporaines. Le style de Bourdigné s'inspire de celui de Jean Bouchet comme de François Villon.

## Biographie
Charles de Bourdigné est prêtre. 